# Tullio Piacentini
Tullio Piacentini (* 1. August 1919 in Rom; † 22. Januar 2005 in Annemasse) war ein italienischer Filmverleiher, Filmregisseur und Drehbuchautor.

## Leben
Piacentini war nach dem Zweiten Weltkrieg als ambitionierter Filmverleiher aufgefallen, der zahlreiche bedeutende Werke des osteuropäischen Kinos in die italienischen Lichtspielhäuser brachte. Bis in die 1960er Jahre besaß er die Vorführrechte zahlreicher interessanter einheimischer und europäischer Filmprojekte. Er zählte zu den größten Distributoren Mittelitaliens, der seine Firma schließlich mit der Giovanni Amatis zusammenführte. 1965 drehte er nach eigenen Vorlagen drei Musikfilme, in denne zahlreiche bekannte Interpreten auftraten, deren Szenen von animierten Sequenzen unterbrochen wurden – realiter hatte er die Aufnahmen so montiert, dass er drei spielfilmlange Episoden in die Kinos bringen konnte. Er gilt somit als einer der Wegbereiter des Musikvideoclips.

## Filmografie (Auswahl)
- 1965: Il viale della canzone
- 1965: Questi pazzi pazzi Italiani
- 1965: 008 operazione ritmo